# Forest Hill (groupe)
Pour les articles homonymes, voir Forest Hills.
Forest Hill est un groupe de gestion d'installations sportives à Paris et dans la petite-couronne francilienne (Hauts-de-Seine notamment).

## Activités sportives
Forest Hill gère une partie de l'Aquaboulevard dans le 15e arrondissement de Paris.
En juin 2018 l’ensemble hôtelier comprenant l’immobilier (250 chambres 4 étoiles) est vendu à  KKR, SILVERBACK et SCHRODER,.

## Clubs Forest-Hill
Actuellement au nombre de 6, situés à Paris et région parisienne.
- Forest Hill Aquaboulevard - Paris 15e
- Forest Hill Timing - Villejuif (94)
- Forest Hill La Défense - Nanterre (92)
- Forest Hill Marnes-La-Coquette - Marnes-la-Coquette (92)
- Forest Hill Versailles - Versailles (78)
- Forest Hill Meudon Bord de Seine - Meudon (92) (nouveau club ouvert en 2023)

## Hôtel
- Hôtel Meudon-Velizy

Hotel 4 étoiles situé à Meudon-la-Forêt